# Richard Revyn
Richard Revyn (8 maart 1982) is een Belgische voormalige atleet, die gespecialiseerd was in het kogelstoten. Hij veroverde één Belgische titel.

## Biografie
Revyn haalde in 2002 voor het eerst een medaille op een Belgisch kampioenschap kogelstoten. Na het behalen van verschillende ereplaatsen zowel outdoor als indoor werd hij in 2012 voor het eerst Belgisch kampioen kogelstoten.
Revyn was aangesloten bij AA Gent en stapte over naar Vilvoorde AC.

## Belgische kampioenschappen
Outdoor
| Onderdeel   | Jaar |
| ----------- | ---- |
| kogelstoten | 2012 |

## Persoonlijke records
Outdoor
| Onderdeel   | Prestatie | Datum       | Plaats             |
| ----------- | --------- | ----------- | ------------------ |
| kogelstoten | 16,95 m   | 17 mei 2005 | Naimette-Xhovémont |

Indoor
| Onderdeel   | Prestatie | Datum           | Plaats |
| ----------- | --------- | --------------- | ------ |
| kogelstoten | 17,14 m   | 30 januari 2005 | Gent   |

## Palmares
kogelstoten
- 2002:  BK AC – 14,85 m
- 2004:  BK AC – 16,09 m
- 2005:  BK indoor AC – 16,96 m
- 2005:  BK AC – 15,69 m
- 2009:  BK AC – 16,34 m
- 2010:  BK AC – 16,54 m
- 2011:  BK indoor AC – 16,58 m
- 2011:  BK AC – 16,50 m
- 2012:  BK indoor AC – 16,52 m
- 2012:  BK AC – 16,76 m